# Load
Load is het zesde studioalbum van de metalband Metallica, dat werd uitgebracht in 1996.

## Album

### Stijl en uiterlijk
Voor dit album heeft Metallica verschillende stijlen gebruikt, zoals bluesachtige nummers en ook het countryliedje "Mama Said". Ook het uiterlijk van de band veranderde, ze knipten hun haren, maakten een nieuw logo en de cd-boekjes veranderden in fotoalbums.

### Hoes
De hoes van het album heet "Semen and Blood III" (Nederlands: sperma en bloed III). Dit is een van de drie fotografische studies van Andres Serrano ontworpen in 1990 door het mengen van zijn eigen sperma en het bloed van een rund tussen twee stukjes plexiglas en er een foto van te maken.

## Tracklist
1. "Ain't My Bitch" (Hetfield, Ulrich) – 5:04
2. "2 X 4" (Hammett, Hetfield, Ulrich) – 5:28
3. "The House Jack Built" (Hammett, Hetfield, Ulrich) – 6:39
4. "Until It Sleeps" (Hetfield, Ulrich) – 4:30
5. "King Nothing" (Hammett, Hetfield, Ulrich) – 5:28
6. "Hero of the Day" (Hammett, Hetfield, Ulrich) – 4:22
7. "Bleeding Me" (Hammett, Hetfield, Ulrich) – 8:18
8. "Cure" (Hammett, Hetfield, Ulrich) – 4:54
9. "Poor Twisted Me" (Hetfield, Ulrich) – 4:00
10. "Wasting My Hate" (Hammett, Hetfield, Ulrich) – 3:57
11. "Mama Said" (Hetfield, Ulrich) – 5:20
12. "Thorn Within" (Hammett, Hetfield, Ulrich) – 5:52
13. "Ronnie" (Hetfield, Ulrich) – 5:17
14. "The Outlaw Torn" (Hetfield, Ulrich) – 9:49

## Band
- James Hetfield - slaggitaar, zang; leadgitaar (3, 12), talkbox (3)
- Lars Ulrich - drums
- Kirk Hammett - leadgitaar
- Jason Newsted - basgitaar, achtergrondzang

## Productie
- Producers: Bob Rock, James Hetfield, Lars Ulrich
- Engineers: Brian Dobbs, Randy Staub
- Assistent engineers: Brian Dobbs, Jason Goldstein, Kent Matcke
- Mixing: Mike Rew, Randy Staub
- Mixing assistent: Curry
- Mastering: George Marino
- Digitale bewerking: Paul DeCarli
- Digitale bewerking assistentie: Mike Gillies, Chris Vrenna
- Programmeren: Chris Vrenna
- Ontwerp: Andie Airfix
- Hoesontwerp: Andres Serrano
- Fotografie: Anton Corbijn